# Railton (automobile)

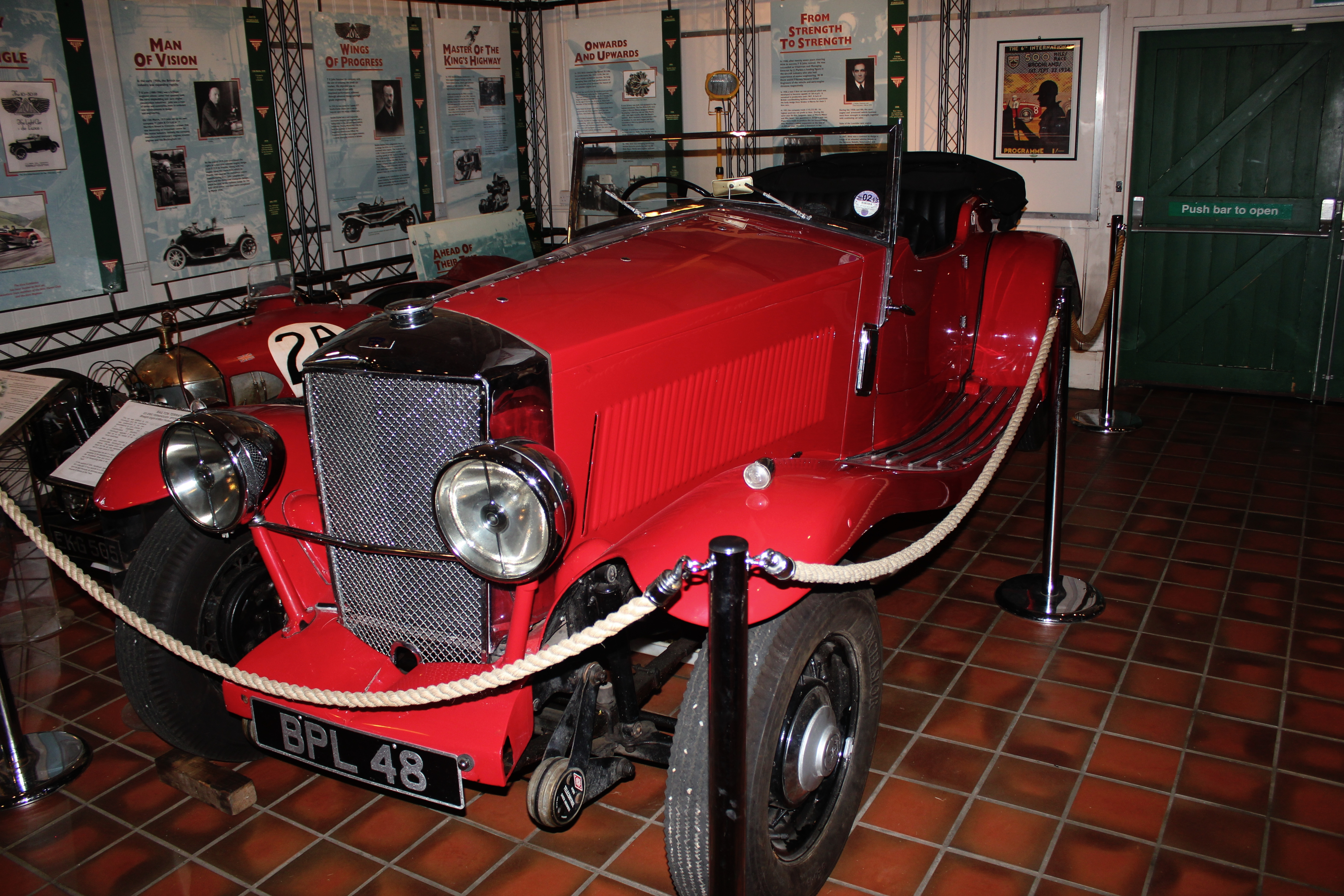
1934 Railton Terraplane au Brooklands Museum

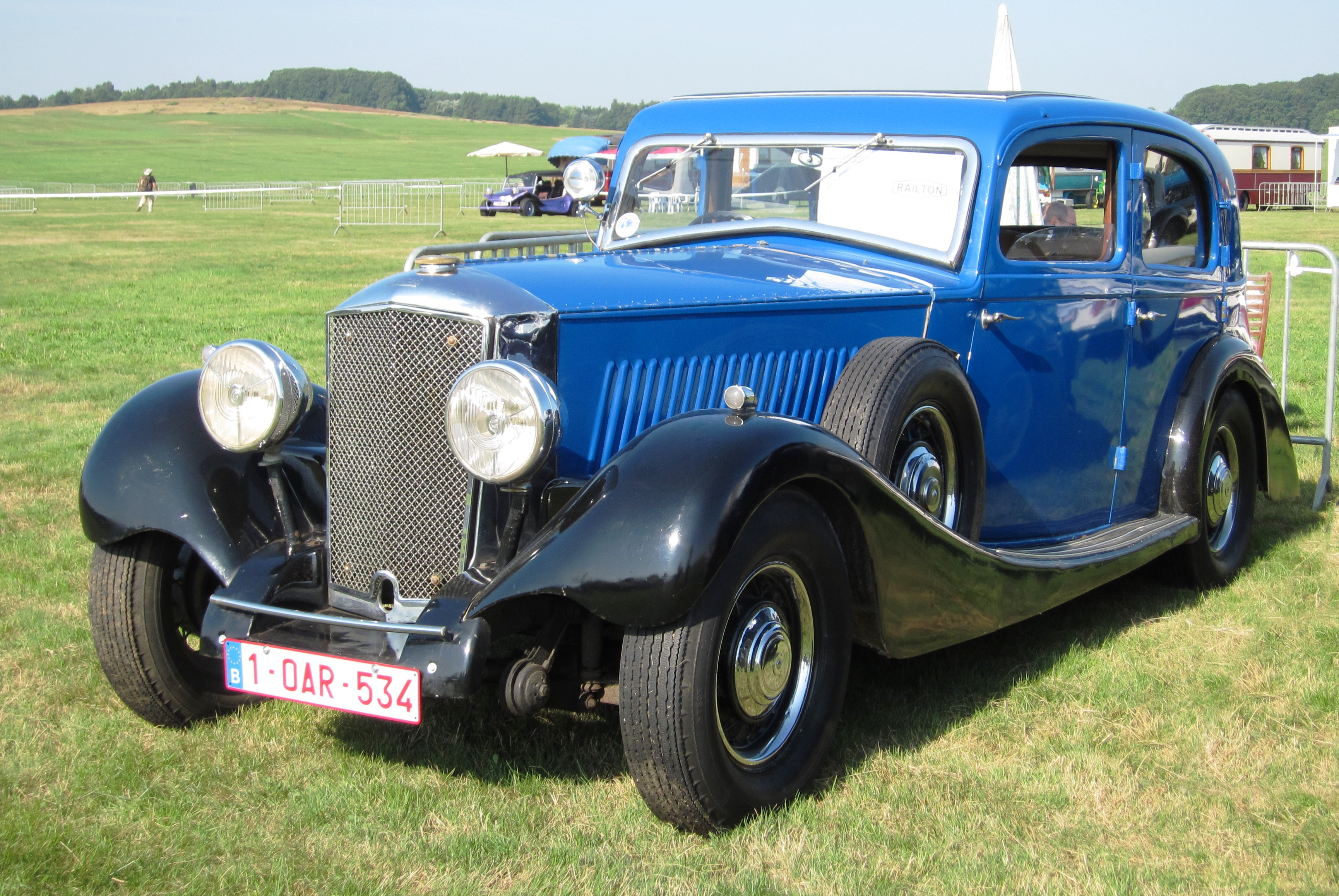
Berline Railton Straight Eight "University" de 1935

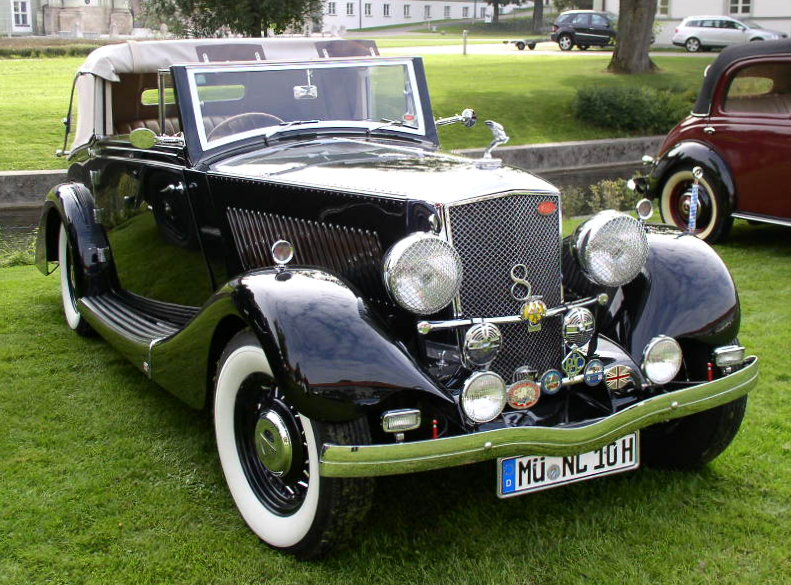
Railton Straight Eight de 1936

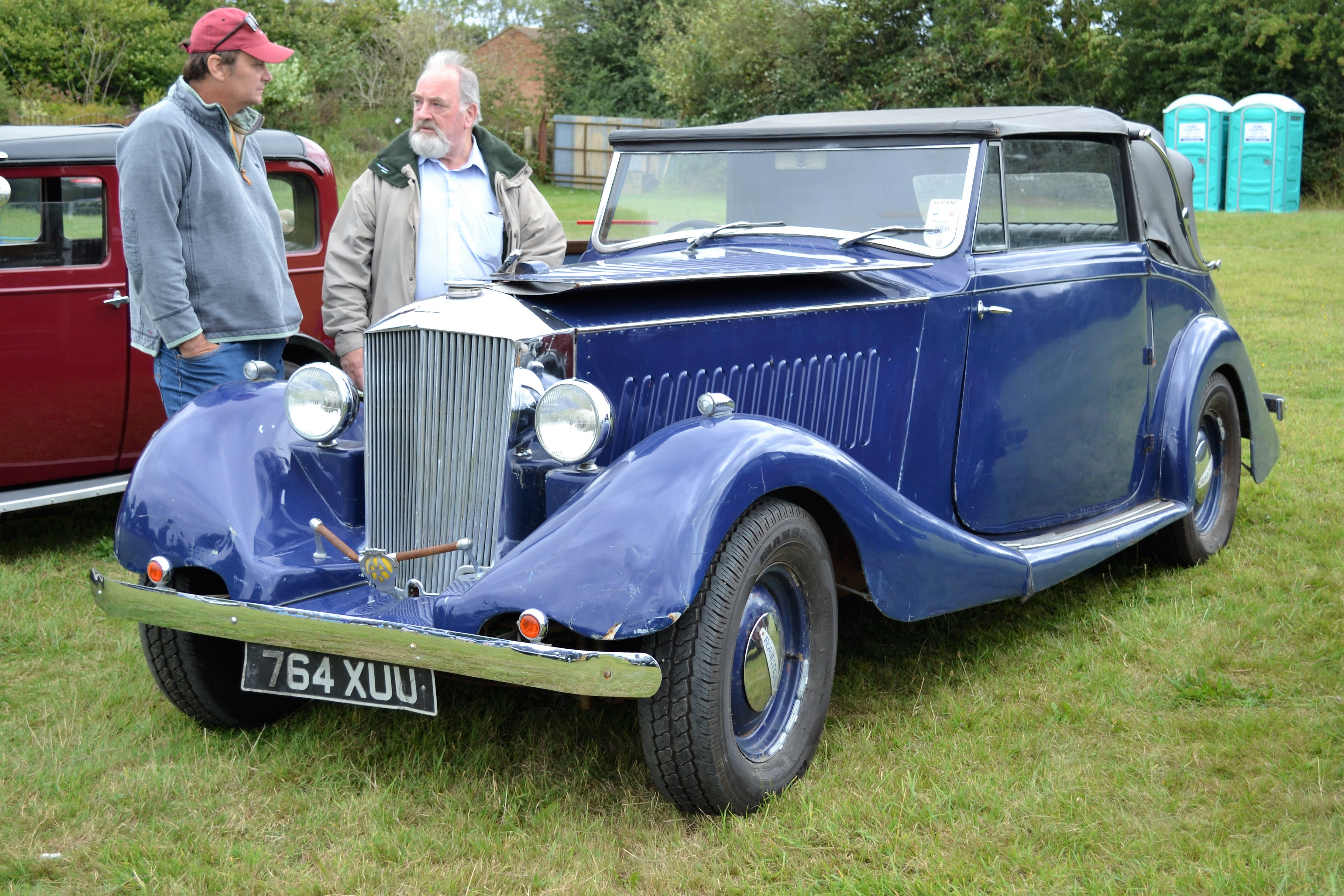
Railton Claremont Drophead Coupe de 1937 à Kensworth, été 2016. Motorisée par un Hudson 8 cylindres en ligne.

Railton était une marque de voitures anglaises fabriquées par la Fairmile Engineering Company de Cobham, Surrey entre 1933 et 1940. Il y eut une tentative de faire revivre la marque par une nouvelle société entre 1989 et 1994 à Alcester, Warwickshire.
La société a été lancée par Noël Macklin qui cherchait à créer une nouvelle entreprise automobile après qu'il a vendu sa société Invicta en 1933. Le nom vint de Reid Railton, le concepteur de voitures de record du monde de vitesse, mais son influence fut probablement réduite, bien qu'il perçut une redevance sur chaque voiture vendue.
La première voiture fut faite en montant une carrosserie fabriquée par John Charles Ranalah sur un châssis Hudson Terraplane muni d'un moteur huit cylindres de 4 010 cm3 délivrant 100 ch. Décrite comme une Shelby Cobra d'avant-guerre, la machine était initialement disponible en randonneuse deux portes. Étant plus légère que l'originale, elle offrait des performances exceptionnelles pour l'époque, avec un temps de 13 secondes pour le 0 à 97 km/h. Une berline fut bientôt ajoutée à la gamme, et les voitures étaient offertes au prix de 499 £.
En 1935, le châssis d'origine Terraplane fut remplacé par celui de la Hudson Eight, le moteur gonflé à 4 168 cm3 produisant maintenant 113 ch, et un large éventail de carrosseries fournies par au moins sept carrossiers différents était proposé, y compris; Ranalah, R. E. A. L, Carbodies et Coachcraft Ltd. Deux modèles légers ont été montés en 1935 qui, avec un temps de 8,8 secondes pour atteindre les 97 km/h départ arrêté, revendiquaient la place de la voiture de production la plus rapide au monde. Au total 1379 Railton 8 ont été fabriquées.
Une plus petite voiture six cylindres, la 16.9, fut ajoutée en 1937, sur base du châssis Hudson à moteur 6 cylindres de 2 723 cm3, mais seulement 81 exemplaires  ont été construits et présentés comme berline ou coupé au prix de 399 £.
Une Railton encore plus petite, la 10 hp, rejoint la gamme en 1938, construite sur un châssis "Standard Flying Nine" et carrossées en berlines ou coupés, prétendant être "Un nom célèbre en miniature". 51 ont été faites, se vendant à 299 £. En 1938 Motor Sport a testé une berline Railton Cobham de 28.8 h.p., FPH 970, proposée à la vente au prix de 698 £.
Noel Macklin se tourna vers les bateaux à moteur hors-bord en 1939, et il vendit la société à la Hudson Motor car Company de Détroit, dans le Michigan, qui a transféré la production vers leurs usines de Chiswick, Londres. Cependant, le déclenchement de la guerre en 1939 arrêta la production.
Après la Seconde Guerre mondiale quelques voitures ont été complétées à l'aide de pièces d'avant guerre, et un nouveau modèle a été construit et présenté à Londres, au salon de l'Automobile. Cependant, à près de 5 000 £ la voiture était incroyablement chère, et elle n'est jamais entrée en production.

## La renaissance de Railton de 1989
Le nom a été relancé par une nouvelle société appelée Railton Motor Company, fondée en 1989 à Wixford, dans le Warwickshire. Deux cabriolets, la "F28 Fairmile" et la "F29 Claremont" furent annoncés. Ils furent conçus par William Towns et basés sur la Jaguar XJS de course avec de nouvelles carrosseries originales en aluminium. La production semble s'être arrêtée vers 1994.
Le journaliste automobile Britannique Paul Walton (en) a écrit à propos de la Railton F28 Fairmile,.